# Ibervillea tenuisecta
Ibervillea tenuisecta là một loài thực vật có hoa trong họ Cucurbitaceae. Loài này được (A. Gray) Small mô tả khoa học đầu tiên năm 1903.